# La regina disadorna
La regina disadorna è un romanzo del 1998 dell'autore italiano Maurizio Maggiani.
Il libro ha vinto lo stesso anno il Premio Alassio e, nel 1999, il Premio Stresa di narrativa e il Premio Letterario Chianti.

## Trama
Agli inizi del Novecento, per sfuggire ad alcuni problemi con la Giustizia, il sardo Alberico si trasferisce a Genova, dove trova lavoro al porto, con la famiglia composta dalla moglie Camilla e da tre figli, tra i quali spicca per la sua bellezza l'ultimogenita Sascia. Camilla, che porta sempre il pranzo al marito sul posto di lavoro durante la pausa di mezzodì, un giorno viene investita e schiacciata da un elefante appena fatto sbarcare. La giovane Sascia accusa il padre di essere responsabile della tragedia, e per ripicca va a vendere i libri di lui al rigattiere Luigi Del Duca per una somma infima.
Il rigattiere, che ha saputo dell'abilità della ragazza con la macchina per cucire, l'ingaggia come collaboratrice per i suoi traffici non proprio onesti, incaricandola di confezionare le bustine di zafferano destinate all'esportazione, non prima di aver tagliato la preziosa spezia con qualche polvere meno pregiata.
In occasione del primo viaggio da Del Duca, Sascia incontra per la prima volta Paride, un giovane e bellissimo camallo: egli l'invita all'annuale ballo dei carbuné, dopodiché i due iniziano a frequentarsi e diventano amanti. Dalla loro relazione nasce un figlio, Giacomo, che Paride riconosce pur senza offrirsi di sposare Sascia.
Giacomo cresce in un ambiente sociale modesto ma dignitoso, attorniato dai molti amici di Paride, tra i quali Tirreno (che è stato il suo padrino) e Giovanni detto il Giaguaro, un vecchio marinaio che il ragazzino elegge quasi inconsapevolmente a suo "secondo padre".
Durante la Seconda guerra mondiale, Paride come molti suoi colleghi entra nella Resistenza e la sua banda redige una mappa di tutte le mine subacquee piazzate dai Tedeschi nel porto. La prostituta Altare Maria detta la Combattuta, che fa il doppio gioco, informa di ciò il comando tedesco, che ordina l'arresto di Paride e Sascia. Mentre il primo viene fucilato e il suo cadavere esposto perché serva di monito, della seconda un ufficiale delle SS nota l'abilità nel lavoro manuale e l'invia in Germania perché contribuisca alla falsificazione di dollari americani, riservandole un trattamento di assoluto favore rispetto ad altre prigioniere. Giacomo, rimasto orfano di padre e con la madre lontana, grazie alla raccomandazione del prete che l'ha battezzato viene accolto nel seminario minore dove, malgrado le premesse, prende gusto agli studi e alla vita religiosa proseguendo fino all'ordinazione sacerdotale. Dopo aver preso i voti decide di diventare missionario ed è destinato ad un'isoletta dell'Oceania. In un'udienza papale dedicata ai nuovi sacerdoti, per un'incomprensione di papa Pio XII gli viene assegnata una motoretta che era destinata ad un altro presbitero; è dunque con questo ingombrante bagaglio che affronta il viaggio transoceanico, dopo essersi congedato dalla madre, nel frattempo ritornata a Genova.
Nell'aprile del 1949 padre Giacomo arriva sull'isola di Moku Iti (che significa Piede Felice) nell'arcipelago delle Tumumuoto, formalmente soggetto alla sovranità francese. Per fare impressione sugli indigeni affronta il percorso dal molo al centro del villaggio in sella alla motoretta, che per la sconnessione del terreno finisce per decollare ed atterrare all'interno della chiesa. Giacomo rimane praticamente illeso, ma l'accaduto suscita grande meraviglia tra l'isolani, a partire dal re, John Asibeli Tungi, che gli offre la sua amicizia e il suo rispetto e decide di costruire una vera strada nell'isola per permettere ai mezzi a motore di percorrerla agevolmente. Una delle principali attività di padre Giacomo diventa quindi l'esplorazione dell'isola in compagnia del re, di poco più anziano di lui, e dei suoi dignitari, per individuare il tracciato migliore della strada.
Re John aveva sposato una cantante hawaiana, Lucy Ngaruka detta Lucy l'Usignolo, che aveva dovuto andarsene in esilio su un'isola vicina quando si era ammalata di lebbra. Da lei aveva avuto una figlia, Lucy u'i, che desidererebbe dare in sposa a Giacomo, ma questi, deciso a rispettare il voto di celibato ma anche a non offendere il suo amico, temporeggia; al contempo però è anche affascinato dalla bellezza esotica della fanciulla che, passando gli anni, si fa sempre più donna.
Nove anni dopo l'arrivo di Giacomo sull'isola, il governo francese dispone la costruzione di una base militare su Moku Iti e il trasferimento della popolazione su un'isola vicina. Poco prima dell'evacuazione, re John prende di soppiatto la motoretta e ha un incidente nel quale perde la vita. Come promesso sposo di Lucy u'i, Giacomo è nominato re e si occupa di gestire l'evacuazione del popolo. Per entrare nel pieno della carica dovrebbe accoppiarsi pubblicamente con la regina, ma fugge di nascosto per evitare tale prova. Lucy però ha subodorato la diserzione e pretende di seguirlo, al costo di farsi passare per la domestica del prete.
Così, dopo un lungo viaggio, padre Giacomo e Lucy u'i giungono a Genova. Giacomo si sta recando a incontrare la madre dopo molti anni d'assenza e poche, laconiche, lettere, ma al porto deve fermarsi per le celebrazioni in favore di Ursus, l'ultimo cavallo da tiro in servizio che dopo molti anni va in pensione. Il vestito di Giacomo, spinto dalla folla, s'impiglia nel carretto che porta Ursus ed egli viene colpito fortemente alla testa; spira tra le braccia di Lucy e del Giaguaro, venuto ad accoglierlo, nello stesso luogo dov'era morta la nonna molti anni prima.
Nel 1989, un gruppo d'indigeni torna sull'isola di Moku Iti e ne proclama l'indipendenza, in attesa del ritorno della regina Lucy, della quale non si sa nulla da parecchi decenni.

## Personaggi
Paride, detto u' Valentino
Scaricatore di carbone al porto di Genova, compagno di vita di Sascia e padre di Giacomo.
Alberico, detto Rico 'o Sardu
Moderatore della fame di Dorgali, in Sardegna, ruolo che consisteva in una sorta di organizzatore di furti istituzionalizzati ai danni dei maggiorenti del luogo in favore dei bisognosi. A causa della sua attività viene ricercato dalla legge e s'impiega al porto di Genova come sterratore. Dopo la morte della moglie non torna più a casa dai figli, probabilmente per il tormento datogli dal senso di colpa.
Camilla
Moglie di Alberico.
Gaetano Innocente e Daniele
Figli maschi di Alberico e Camilla.
Sascia
Figlia terzogenita di Alberico e Camilla e madre di Giacomo. È detta la Singerina per la sua abilità con la macchina per cucire. Grazie a Luigi Del Duca diventa anche frodatrice alimentare, restauratrice e falsaria di opere d'arte.
Giacomo
Figlio di Paride e Sascia. Gl'indigeni di Moku Iti lo chiameranno Alii Truk.
Luigi Del Duca
Rigattiere, detto anche Giggi 'o Strassé, Giggi o' Trafegun e il Duca di Mantova per la sua passione per l'opera lirica. Datore di lavoro di Sascia, muore pochi anni dopo la Seconda Guerra Mondiale, anche per il dispiacere dovuto alla distruzione del Teatro Carlo Felice.
Il principe Andrade
Ricco nobile genovese, collezionista e mercante d'arte. Durante e dopo la guerra intrattiene vantaggiosi rapporti con entrambe le parti in lotta. È fratello di latte di Altare Maria, che ne raccoglie le confidenze.
Erminio 'o Guerso
Zio di Paride e portiere del principe Andrade.
Altare Maria, detta la Combattuta
Prostituta, amante di Luigi Del Duca, si lega d'amicizia con Sascia. Durante la guerra fa il doppio gioco con i Tedeschi e i partigiani ed è lei a provocare l'uccisione di Paride. Tuttavia, Sascia rimane all'oscuro di questo fatto e continua a considerarla un'amica sincera.
Tirreno
Collega e miglior amico di Paride. È detto 'u Russu per le sue simpatie bolsceviche, tanto che nel 1920 si era recato a Vladivostok. È scelto da Paride come padrino per il figlio, e gli brucia che Giacomo preferisca la compagnia del Giaguaro alla sua.
Giovanni, detto il Giaguaro
Anziano marinaio, col quale Giacomo stringe da bambino un rapporto molto intenso. Tra le tante cose che insegna al bambino c'è uno strano grammelot per farsi capire da stranieri di cui non si conosce la lingua.
Il dottor Schaden
Storico dell'arte e maggiore delle SS. È lui a interrogare Sascia e a rendersi conto del suo talento come falsaria.
John Asibeli Tungi
Re dell'isola di Moku Iti. Tra gli isolani, è l'unico ad avere girato il mondo almeno in parte, avendo lavorato da giovane come marinaio. È il padre di Lucy u'i.
Lucy Ngaruka, detta Lucy l'Usignolo
Cantante hawaiana, che diventa regina di Moku Iti dopo avere sposato John Asibeli Tungi. Ammalatasi di lebbra, è esiliata sulla vicina isola di Molukai, dove dispone di un apparecchio ricetrasmittente che diffonde la sua voce nelle isole vicine, perché i suoi sudditi possano continuare ad ascoltarla. Muore prima dell'evacuazione di Moku Iti.
Lucy Asibeli Tungi, detta Lucy u'i
Figlia di John Asibeli Tungi e di Lucy l'Usignolo. È lei la regina disadorna del titolo. È destinata dal padre ad essere la sposa di Giacomo, del quale è effettivamente innamorata. Dopo la morte del giovane prete rimane in stato di choc e ottiene un passaggio su una nave per tornare in patria, ma dopo non se ne sa più niente.
Il signor Picabia
Delegato della Repubblica Francese proveniente dalla Corsica, che fa visite periodiche a Moku Iti. Nella sua ultima missione porta l'ordine di evacuazione per la militarizzazione dell'isola.

## Edizioni
- Maurizio Maggiani, La regina disadorna, collana I Narratori, Milano, Feltrinelli, 1998, ISBN 88-07-01543-9.
- Maurizio Maggiani, La regina disadorna, Milano, Club degli Editori, 1998.
- Maurizio Maggiani, La regina disadorna, Milano, Mondolibri, 1998.
- Maurizio Maggiani, La regina disadorna, collana Universale economica, n. 1593, Milano, Feltrinelli, 2000, ISBN 88-07-81593-1.
- Maurizio Maggiani, La regina disadorna, collana Universale economica, n. 8677, Milano, Feltrinelli, 2015, ISBN 978-88-07-88677-5.